# ولاية العامرات
 ولاية العامرات، ولاية في محافظة مسقط بسلطنة عمان. ولهذه الولاية اسم قديم يعرف بالفتح لأنها تفتتح قرى الوادي قبل ان يندثر هذا الاسم ويغلب عليها اسم العامرات منذ زمن بعيد.
ولاية العامرات كباقي ولايات المحافظة شملتها النهضة العمرانية في العهد الزاهر، وشهدت توسعًا سكانيًّا؛ بفضـل التخطيـــط العصــري والخدمـات المتاحــة، الأمر الذي شجع الكثير من المواطنين للإقامة بها.
تزخر هذه الولاية بالمقومات التاريخية، من قلاع وحصون وأبراج، وهي ذات شهرة بمنجم الرصاص ومنجم اللاصف ومقطع المغر، ويعد وجود مثل هذه المناجم دلالة على أهميتها الاقتصادية منذ قديم الزمان.

## الموقع
يحد الولاية من الشمال ولاية مطرح ومن الغرب ولاية بوشر ومن الشرق ولاية مسقط ومن الجنوب الغربي ولاية دماء والطائيين.

## السكان
ويبلغ عدد سكانها 58,400 ألف نسمة على حسب تعداد 2010م .

## الآثار التأريخية في ولاية العامرات
الولاية تجمع بين الماضي والحاضر، فهناك بعض المواقع الأثرية بالولاية ومنها البيوت القديمة ببلدة العامرات والسواقي الأثرية القديمة والتي بنيت من الصاروج العماني. ومن المواقع الأخرى حصن بعي وبرج الرجيع وبرج المنظريه بالإضافة إلى ان بالولاية يوجد عددا من المساجد والمزارات مثل مسجد الخفيجي الاثري، حيث يذكر أن هذا المسجد بني في عهد السيد هلال بن أحمد البوسعيدي وبني بالحصى والاسمنت العماني وبه صرح يتسع لعددا من المصلين ويقع هذا المسجد في تلة جبل من تلال بلدة الحاجر أعلى فلج البلدة وله درج مبنية من الجص العماني لكي يستطيع المصلين الوصول اليه. كما أن هناك مساجد أخرى أثرية مثل مسجد المدام ومسجد الحارة ومسجد الغافات ومسجد الحدري ومسجد العريش وعين فؤاد.

## مهن سكان ولاية العامرات
وتعد ولاية العامرات من الولايات التي تشتهر بالزراعة حيث توجد فيها أشجار النخيل والكثير من المحصولات الزراعية، ويوجد فيها عدد كبير من الإفلاج والأودية التي تروى بساتينها ومزارعها، كما يمتهن سكانها العديد من المهن الحرفية القديمة والتي يمارسونها حتى الآن. وتعد محمية السرين من بين أهم معالمها البيئية حيث تتكاثر فيها الوعول والغزلان. ومن المعالم السياحية بولاية العامرات أوديتها المتعددة وجبالها الشاهقة وأفلاجها وبساتينها وواحاتها الخضراء.

## ذكر العامرات في الأدب
تم ذكر العامرات في عدد من من المؤلفات منها ما نظمه الشيخ الفصيح عيسى بن سعيد بن ناصر الكندي لقصيدة يخاطب بها خليله من زنجبار يسأله عن حال العامرات البلدة التي ترعرع فيها ويقول فيه: